# کوکی، سایتاما
کوکی در استان سایتاما در کشور ژاپن واقع شده است که دارای جمعیت ۷۱٬۶۶۷ نفر و مساحت ۲۵٫۳۵ کیلومتر مربع با تراکم جمعیت ۲٬۸۲۷ نفر در کیلومترمربع است و در تاریخ ۱ اکتبر ۱۹۷۱ به عنوان شهر شناخته شد.